# Chalceus erythrurus
Chalceus erythrurus är en fiskart som först beskrevs av Cope, 1870.  Chalceus erythrurus ingår i släktet Chalceus och familjen Characidae. Inga underarter finns listade i Catalogue of Life.